# Vladimir Sorokin
Vladimir Georgijevitj Sorokin (ryska: Владимир Георгиевич Сорокин), född 7 augusti 1955 i Bykovo, Moskva oblast, är en rysk författare och illustratör. Under sovjettiden kunde han inte publicera sig i hemlandet, och hans debut kom därför 1985 i Paris. Efter Sovjetunionens sammanbrott har han fått status som en av Rysslands mest kontroversiella och inflytelserika författare.

## Levnad
Sorokin studerade till ingenjör vid Gubkin-institutet för olja och gas i Moskva och tog examen 1977 med en avhandling om pipelines.
Under 1970-talet var han en del av den avantgardistiska konceptualistmiljön i Moskva, och befattade sig främst med grafik och design av böcker. Redan 1972 publicerades en egen artikel i oljearbetarnas tidskrift Za Kadry Neftjanikov. Efter examen arbetade han för  samizdat-tidskriften Poiski, vilken var antitotalitär, pluralistisk och i bred mening socialistisk vilken tom öppnade sina spalter för ortodoxa kyrkan, privat ägande  och monarkins införande. Poiski innefattade en rad teman: poesi, litteratur, politik och samhällsliv och uppmärksammade socio-ekonomiska frågor samt de icke-officiella fackföreningarnas problem. Den hann utkomma med 8 nummer innan den upphörde 1979. Vladimir Sorokin kom att arresteras, medan en annan redaktör Pjotr Egides tvingades emigrera.Mot slutet av 70-talet växte hans intresse för litteratur, men hans texter kunde inte offentliggöras i Sovjetunionen.
Sorokin har även skrivit manuskript till ryska filmer, bland andra filmen 4, som regisserades av Ilja Chrzjanovskij. Han har illustrerat ett 50-tal böcker och deltagit i utställningar.

## Författarskap
Sorokins litterära debut kom med Kön i Paris år 1985, då några av hans noveller publicerades i den franska tidskriften A-Ya. Påföljande år publicerades flera av hans böcker i Frankrike och Tyskland. I Sovjet blev de inte publicerade förrän 1989, och då i tidskriften Rodnik som utgavs i Riga. Efter Sovjets upplösning har det gått bättre, men inte förrän 1992 fick han sin första bok utgiven i Ryssland – en  novellsamling. Inom loppet av 1990-talet gav han i Ryssland ut de titlar, som tidigare publicerats i utlandet och 1999 kom den dystopiska romanen Blått fett ut. Boken väckte uppseende, bland annat för en sex-scen som involverar såväl Nikita Chrustjov som Josef Stalin, och 2002 blev han åtalad för att distribuera pornografi. Tillsammans med deltagande i en rysk reality-show 2001 resulterade denna skandal i ryktbarhet långt utöver Rysslands litterära scen. Sorokin hade blivit en "enfant terrible" i den ryska litteraturen och kulturen.

### Postmodern?
Sorokin har etiketterats postmodernist med tilltro till objektiva sanningar raserade, utan ideologier eller tillförlitliga religioner. Tilltron till vetenskapen har dock inte gått förlorad. För övrigt är  tid den, då gränser suddats ut och där ingenting är på förhand givet. Hans postmoderna människor är både rot- och rastlösa och livet ses som en serie tillfälliga förflyttningar och rollbyten.
Hans böcker har översatts till många språk. Av dem som även kommit på svenska (flera översatta av Ben Hellman), kan både Blått fett och I det heliga Rysslands tjänst med handlingar förlagd till åren 2068 respektive 2027 definieras som postapokalyptisk science fiction. Även om det är lite som skulle kunna skilja dem från rent dystopiska berättelser; det förtryckande samhällssystemet finns fortfarande kvar. Tellurien är hans senaste bok (2013) (på svenska 2015), varefter han återgått till sitt måleri.
Sorokin har även skrivit ett par ironiska essäer över det politiska läget hemmavid i Dagens Nyheter.
Han har utöver romaner och filmmanuskript även skrivit teaterpjäser.